# Jean Lassègue
Pas d'image ? Cliquez ici

a Compétitions nationales et continentales officielles uniquement.

b Matchs officiels uniquement.
 Jean Lassègue, né le 15 février 1924 à Rieumes (Haute-Garonne) et mort le 4 juin 1992 à Toulouse, est un joueur français de rugby à XV, qui a joué avec l'équipe de France de rugby à XV au poste d'ailier.
En 1950 il passe à XIII à Carcassonne, où il ne parviendra pas à s'imposer, malgré un titre de champion de France avec son club en 1951. Il joue alors à l'ouverture.

## Carrière de joueur

### En club
- 1938-1946 : SC Rieumes
- 1946-1950 : Stade toulousain
- 1950-1952 : AS Carcassonne XIII: il est champion de France en 1951 avec son club en battant Lyon en finale (22-10)[1].

### En équipe nationale de rugby à XV
- Sélections en équipe nationale de rugby à XV : 9
- Sélections par année : 1 en 1946, 3 en 1947, 1 en 1948, 4 en 1949

## Palmarès

### Rugby à XIII
- Collectif :
  - Vainqueur du Championnat de France : 1952 (Carcassonne).
  - Vainqueur de la coupe de France :1951 et 1952 (Carcassonne).